# Campionati del mondo di atletica leggera indoor 2016 - Salto in alto maschile
La finale diretta del salto in alto maschile si è tenuta il 19 marzo 2016.

## Risultati
La finale è cominciata alle 18.22
| Pos. | Nome                 | Nazione       | 2.20 | 2.25 | 2.29 | 2.33 | 2.36 | 2.40 | Risultati | Note |
| ---- | -------------------- | ------------- | ---- | ---- | ---- | ---- | ---- | ---- | --------- | ---- |
| 1    | Gianmarco Tamberi    | Italia        | xo   | o    | xxo  | xxo  | o    | xxx  | 2.36      |      |
| 2    | Robert Grabarz       | Gran Bretagna | xo   | o    | xo   | o    | xxx  |      | 2.33      | SB   |
| 3    | Erik Kynard          | Stati Uniti   | o    | o    | o    | xo   | xxx  |      | 2.33      | SB   |
| 4    | Mutaz Essa Barshim   | Qatar         | o    | o    | o    | xx–  | x    |      | 2.29      |      |
| 5    | Konstadinos Baniotis | Grecia        | o    | o    | xo   | xxx  |      |      | 2.29      |      |
| 6    | Zhang Guowei         | Cina          | o    | xo   | xo   | xxx  |      |      | 2.29      |      |
| 7    | Andriy Protsenko     | Ucraina       | o    | xxo  | xo   | xxx  |      |      | 2.29      |      |
| 8    | Chris Baker          | Gran Bretagna | xo   | o    | xxo  | xxx  |      |      | 2.29      |      |
| 9    | Marco Fassinotti     | Italia        | xo   | xo   | xxx  |      |      |      | 2.25      |      |
| 10   | Donald Thomas        | Bahamas       | o    | xxo  | xxx  |      |      |      | 2.25      |      |
| 11   | Jamal Wilson         | Bahamas       | o    | xxx  |      |      |      |      | 2.20      |      |
| 12   | Ricky Robertson      | Stati Uniti   | xxo  | xxx  |      |      |      |      | 2.20      |      |

## Legenda
| X   | Nullo                       |
| -   | Passo                       |
| O   | Tentativo Riuscito          |
| DNF | Ritirato                    |
| DNS | Non Partito                 |
| DQ  | Squalificato                |
| WR  | Record del Mondo            |
| WL  | Miglior prestazione Annuale |
| CR  | Record Dei Campionati       |
| AIR | Record di Area Indoor       |
| NR  | Record Nazionale            |
| PB  | Record Personale            |
| SB  | Record Stagionale           |